# Gilles Grimandi
Gilles Grimandi, född 11 november 1970, är en fransk före detta fotbollsspelare. Grimandi debuterade 1991 för AS Monaco. Efter 90 matcher värvades han till Arsenal. Därefter skrev han kontrakt med Colorado Rapids men spelade endast en träningsmatch innan han beslöt sig för att sluta.